# عادل مجت
عادل مجيت (باللغة الأويغورية: ئادى ل مى جى ت، من مواليد 1 يناير 1964) هو من أبرز الكوميديين الويغوريين والممثلين الصينيين، وهو مشهور بمسلسلاته الدرامية والكوميدية ومئات من البرامج التلفزيون المحلي. أدى في «حفل عادل ميجيت الكوميدي» في عامي 1997 و2010 في أورومتشي. وهو في عداد المفقودين منذ نوفمبر 2018.

## الاختفاء
يعتقد أن السيد مجت قد حكم عليه بالسجن 3 سنوات أو نقل إلى أحد معسكرات إعادة التعليم الصينية في جميع أنحاء شينجيانغ. وصرحت عادلة عادل، ابنة الفنان أنه تم فصله من وظيفته وقضى أكثر من 70 يومًا في المستشفى لإجراء جراحة للقلب. في وقت لاحق فقدت عائلته الاتصال معه منذ 2 نوفمبر 2018. يُعتقد أن اختفاء مجت مرتبط بحج سافر إليه قبل عامين دون إذن السلطات الصينية.